# NRJ Music Awards 15th Edition
 (octobre 2024).
Si vous disposez d'ouvrages ou d'articles de référence ou si vous connaissez des sites web de qualité traitant du thème abordé ici, merci de compléter l'article en donnant les références utiles à sa vérifiabilité et en les liant à la section « Notes et références ».
NRJ Music Awards 15th Edition, est la quinzième édition des NRJ Music Awards, qui a lieu le samedi 14 décembre 2013 en direct du Palais des Festivals de Cannes sur TF1 et présentée par Nikos Aliagas.
Pendant cette cérémonie, un hommage spécial a été rendu à Nelson Mandela, décédé une semaine plus tôt.
La musique officielle est Get Lucky des Daft Punk.
Cette cérémonie est également retransmise sur la radio NRJ.

## Performances
| Artiste(s)                       | Chanson(s)                                                                                    |
| -------------------------------- | --------------------------------------------------------------------------------------------- |
| Stromae feat. Will.i.am          | Papaoutai                                                                                     |
| Zaz                              | On Ira                                                                                        |
| Katy Perry                       | Roar                                                                                          |
| Christophe Maé                   | Tombé Sous Le Charme                                                                          |
| Keen'V                           | La Vie Du Bon Côté                                                                            |
| Will.i.am feat. Alizée           | Medley - Bang Bang - Scream & Shout - #thatPOWER                                              |
| Emmanuel Moire                   | Beau Malheur                                                                                  |
| Alex Hepburn feat. Olympe        | Under                                                                                         |
| Katy Perry                       | Unconditionally                                                                               |
| Tal & Alizée                     | Medley - Le Passé - Le Tourbillon                                                             |
| One Direction                    | Story Of My Life                                                                              |
| Stromae                          | Formidable                                                                                    |
| James Arthur feat. Tal           | Impossible                                                                                    |
| 1789 : Les Amants de la Bastille | Medley - Sur Ma Peau - Les Mots Que L'on Ne Dit Pas - Tomber Dans Ses Yeux - Ça Ira Mon Amour |
| Birdy feat. James Blunt          | Mandela Day                                                                                   |

## Palmarès

### Artiste féminine francophone de l'année

Tal à la cérémonie.

- Tal
  -  Amel Bent
  -  Joyce Jonathan
  -  Zaho
  -  / Céline Dion
  -  Zaz

### Artiste masculin francophone de l'année
- Stromae
  -  Emmanuel Moire
  -  Keen'V
  -   Gims
  -  Grégoire
  -  Christophe Maé

### Révélation francophone de l'année
- Louis Delort
  -  Brice Conrad
  -  Maude
  -  Axel Tony
  -  Luc Arbogast
  -  John Mamann

### Groupe / duo / troupe / collectif francophone de l'année
- Robin des Bois
  -  1789 : Les Amants de la Bastille
  -  Daft Punk
  -  Génération Goldman Vol 2
  -  Youssoupha & Ayna
  -  Indochine

### Chanson francophone de l'année
- Stromae — Formidable
  -  Emmanuel Moire — Beau Malheur
  -  Joyce Jonathan — Ça ira[2]
  -  Keen'V & Lorelei B — La Vie Du Bon Côté
  -  Zaz — On ira

### Révélation internationale de l'année

James Arthur.

- James Arthur
  -  Alex Hepburn
  -  Avicii
  -  Macklemore & Ryan Lewis
  -  Calvin Harris

### Artiste féminine internationale de l'année

Katy Perry lors de la cérémonie.

- Katy Perry
  -  P!nk
  -  Rihanna
  -  Miley Cyrus
  -  Britney Spears
  -  Lady Gaga

### Artiste masculin international de l'année
- Bruno Mars
  -  Justin Timberlake
  -  Will.i.am
  -   Robin Thicke
  -   Mika
  -  Eminem

### Groupe / duo international de l'année
- One Direction
  -  Macklemore & Ryan Lewis
  -  Maroon 5
  -   Robin Thicke feat.  Pharrell Williams &  T.I
  -  Muse
  -  Major Lazer

### Chanson internationale de l'année
- Roar — Katy Perry
- Get Lucky — Daft Punk feat.  Pharrell Williams
- Treasure — Bruno Mars
- Wake Me Up — Avicii feat.  Aloe Blacc
- Let Her Go - Passenger
- Blurred Lines - Robin Thicke feat.  Pharrell Williams &  T.I

### Clip de l'année
- Best Song Ever — One Direction
  -  Papaoutai — Stromae
  -  Wrecking Ball — Miley Cyrus
  -  Formidable — Stromae
  -  Applause - Lady Gaga
  -   Blurred Lines - Robin Thicke feat. Pharrell Williams & T.I

### Award d'honneur
- Christophe Maé

## Artistes présents

### Personnalités remettant les prix
- Ary Abittan
- Max Boublil
- Chantal Ladesou
- Chris Marques
- Damien Sargue
- Dark Vador
- David Carreira
- Élodie Frégé
- Flora Coquerel
- Florent Pagny
- Issa Doumbia
- Jean-Baptiste Shelmerdine
- Jean-Marc Généreux
- Joy Esther
- Adriana Karembeu
- Bérengère Krief
- Manu Lévy
- Maxime Mermoz
- Odile Vuillemin
- Philippe Bas
- Richard Gasquet
- Sagamore Stévenin
- Shy'm
- Claudia Tagbo
- Patrick Timsit
- Titoff

### Invités
- 1789 : Les Amants de la Bastille
- Alex Hepburn
- Alizée
- Amel Bent
- Axel Tony
- Birdy
- Brice Conrad
- Christophe Maé
- Damien Sargue
- Emmanuel Moire
- Florent Pagny
- Grégoire
- James Blunt
- Joyce Jonathan
- Katy Perry
- Keen'V
- Louis Delort
- Olympe
- One Direction
- Shy'm
- Stromae
- Tal
- Will.i.am
- Zaz

## Audiences
Les NRJ Music Awards 15th Edition ont rassemblé 5 913 000 téléspectateurs pour 28,3 % de part de marché. L'audience est en baisse par rapport à l'édition précédente. À noter que cette émission a été également diffusée 1 mois avant sa diffusion habituelle : mi-janvier en principe. Des rumeurs affirment que l'émission a été diffusée avant afin d'éviter la nouvelle augmentation de la T.V.A sur les spectacles. Pour la première fois, le MIDEM ne s'est pas montré partenaire.

## Anecdotes

### Autour de l'émission
Lors de la prestation "Roar" de Katy Perry une erreur a eu lieu dans le car régie, c'est le PBC (Play Black Complet) qui a été diffusé au lieu du Pro Tools de la maison de disque qui gérait directement la prestation de Katy Perry, ceci occasionnant l'entrée de Nikos pour faire redémarrer la chanson dans de bonnes conditions techniques.